# Savigny (Haute-Marne)
Savigny é uma comuna francesa na região administrativa de Grande Leste, no departamento de Haute-Marne. Estende-se por uma área de 6,19 km². Em 2010 a comuna tinha 61 habitantes (densidade: 9,9 hab./km²).